# Saint-Omer Open 2012

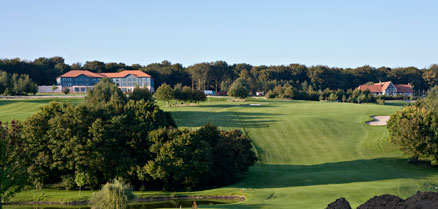

Het Saint-Omer Open is een golftoernooi van de Europese PGA Tour. De editie van 2012 wordt gespeeld van 14-17 juni op de Aa Saint-Omer Golf Club. In dezelfde week wordt het US Open gespeeld. Het prijzengeld is € 500.000, waarvan de winnaar € 100.000 krijgt. Daarnaast krijgt hij een spelerskaart voor de Europese Tour tot eind 2013.
In 2011 behaalde Matthew Zions hier zijn eerste overwinning met zeven slagen voorsprong.

## Verslag
De baan heeft een par van 71.

#### Ronde 1
Drie spelers hebben een ronde van 67 (-4) gemaakt en staan aan de leiding: de Koreaan Sihwan Kim en de Engelse spelers Adam Gee en Simon Wakefield.

Reinier Saxton en Wil Besseling maakten een ronde van 71 (par) en staan daarmee op de 23ste plaats. Maarten Lafeber, Taco Remkes en Floris de Vries maakten rondes van +3, de twee Belgen speelden nog meer boven par.

#### Ronde 2
Taco Remkers sloeg als eerste af en speelde onder par, zodat hij zeker wist dat hij zich kwalificeerde voor het weekend. Sihwan Kim en Wil Besseling sloegen ook vroeg af en maakten een ronde van -2. Kim bleef daarmee aan de leiding, Besseling bleef de beste Nederlander. Floris de Vries kwam ook al vroeg binnen en moest afwachten waar de cut zou komen. Uiteindelijk werd deze +5, Lafeber stond na zes holes op een totaal van +6 en moest in 12 holes dus 1 of 2 onder par spelen om door te gaan naar de volgende ronde. Op zijn 15de hole kwam een bogey, daarna 3 birdies, dus hij doet het weekend mee.

#### Ronde 3
Darren Fichardt speelde in de laatste partij met Simon Wakefield en Sihwan Kim. Hij nam al in de eerste negen holes een enorme voorsprong op de rest van het veld door vijf birdies achter elkaar te maken, terwijl Kim zes slagen verloor en Wakefield level par speelde. Daarna echter maakte Fichardt nog drie bogeys zodat hij met 69 eindigde, maar nog wel aan de leiding bleef. 
De voormalige leider Kim maakte een ronde van 81 en kwam samen met Remkes en Saxton op de 20ste plaats te staan.

#### Ronde 4
Darren Fichardt had zoveel voorsprong dat hij in sterke wind een ronde van +2 maakte en toch won. Tien spelers maakten een ronde onder par, w.o. Gary Lockerbie, die op de 2de plaats eindigde, en Simon Wakefield, die 3de werd. De vierde plaats werd gedeeld door Wil Besseling, Charlie Ford, Adam Gee en Pelle Edberg.
- Leaderboard

| Speler           | Ronde 1 | Ronde 1 | Nr   | Ronde 2 | Ronde 2 | Nr  | Nr  | Ronde 3 | Ronde 3 | Totaal | Nr  | Ronde 4 | Ronde 4 | Totaal | Nr  |
| ---------------- | ------- | ------- | ---- | ------- | ------- | --- | --- | ------- | ------- | ------ | --- | ------- | ------- | ------ | --- |
| Darren Fichardt  | 68      | -3      | T4   | 69      | -2      | -5  | 2   | 69      | -2      | -7     | 1   | 73      | +2      | -5     | 1   |
| Simon Wakefield  | 67      | -4      | T1   | 72      | +1      | -3  | T3  | 72      | +1      | -2     | 2   | 72      | +1      | -1     | 3   |
| Wil Besseling    | 71      | par     | T23  | 69      | -2      | -2  | T5  | 73      | +2      | par    | T3  | 73      | +2      | +2     | T4  |
| Adam Gee         | 67      | -4      | T1   | 72      | +1      | -3  | T3  | 75      | +4      | +1     | T6  | 72      | +1      | +2     | T4  |
| Mark Tullo       | 78      | +7      | T127 | 68      | -3      | +4  | T45 | 67      | -4      | par    | T3  | 75      | +4      | +4     | T11 |
| Simon Thornton   | 71      | par     | T23  | 69      | -2      | -2  | T5  | 75      | +4      | +2     | T8  | 73      | +2      | +4     | T11 |
| Sihwan Kim       | 67      | -4      | T1   | 69      | -2      | -6  | T1  | 81      | +10     | +4     | T20 | 72      | +1      | +5     | T15 |
| Reinier Saxton   | 71      | par     | T23  | 72      | +1      | +1  | T18 | 74      | +3      | +4     | T20 | 73      | +2      | +6     | T24 |
| Taco Remkes      | 74      | +3      | T64  | 70      | -1      | +2  | T30 | 73      | +2      | +4     | T20 | 74      | +3      | +7     | T29 |
| Maarten Lafeber  | 74      | +3      | T64  | 72      | +1      | +4  | T46 | 76      | +5      | +9     | T65 | 69      | -2      | +7     | T29 |
| Andrea Perrino   | 73      | +2      | T30  | 68      | -3      | -1  | T7  | 74      | +3      | +2     | T8  | 78      | +7      | +9     | T42 |
| Floris de Vries  | 74      | +3      | T64  | 73      | +2      | +5  | T63 | 83      | +12     | +17    | 81  | 73      | +2      | +19    | T78 |
| Pierre Relecom   | 76      | +5      | T115 | 74      | +3      | +8  | MC  |         |         |        |     |         |         |        |     |
| Dewi Merckx (Am) | 80      | +9      | T146 | 80      | +9      | 151 | MC  |         |         |        |     |         |         |        |     |

| Leider |  | Toernooirecord |  | MC = missed cut = cut gemist |

## Spelers
| - Carlos Aguilar - Antti Ahokas - Björn Åkesson - Byeong-Hun An - Phillip Archer - HP Bacher - Benn Barham - Sion E. Bebb - Seve Benson - Adrien Bernadet - Wil Besseling - Richard Bland - Knut Børsheim - Michiel Bothma - Christophe Brazillier - Magnus A. Carlsson - Baptiste Chapellan - Federico Colombo - Marco Crespi - Matthew Cryer - Stuart Davis - Eduardo de la Riva - François Delamontagne - Daniel Denison - Robert Dinwiddie - David Dixon (2008) - Stephen Dodd - Agustin Domingo - Nick Dougherty - Edouard Dubois - Paul Dwyer - Rafa Echenique - Pelle Edberg - Jamie Elson - Klas Eriksson - Martin Erlandsson - Tyrone Ferreira - Thomas Feyrsinger - Darren Fichardt - Charlie Ford - Matt Ford | - Alastair Forsyth - Chris Gane - Jordi García - Jordi García Pinto - Daniel Gaunt - Adam Gee - Jordan Gibb - Max Glauert - Julien Guerrier - Peter Gustafsson - Anders Schmidt Hansen - Joachim B Hansen - Andreas Hartø - Tyrrell Hatton - James Heath - Benjamin Hebert - Peter Hedblom - Fredrik Henge - Scott Henry - Garry Houston - David Howell - Jeppe Huldahl - Sam Hutsby - Lasse Jensen - Steven Jeppesen - Andrew Johnston - Roope Kakko - Shiv Kapur - Lloyd Kennedy - Maximilian Kieffer - Sihwan Kim - Jason Knutzon - Espen Kofstad - Maarten Lafeber - Craig Lee - José-Filipe Lima (2004) - Chris Lloyd - Gary Lockerbie - Jean-François Lucquin - Callum Macaulay - Morten Orum Madsen | - Andrew Marshall - Andrew McArthur - Francis McGuirk - David McKenzie - Jamie McLeary - Nicolas Meitinger - César Monasterio (2006) - Colm Moriarty - Åke Nilsson - Matthew Nixon - Thomas Nørret - Steven O'Hara - Adrian Otaegui - Chris Paisley - Ben Parker - Andrew Parr - John Parry - Eddie Pepperell - Andrea Perrino - Scott Pinckney - Florian Praegant - Raul Quiros - Pierre Relecom - Taco Remkes - Bernd Ritthammer - Victor Riu - Raymond Russell - Charles-Edouard Russo - Lloyd Saltman - Reinier Saxton - Anthony Snobeck - Matthew Southgate - Roland Steiner - Scott Strange - Andy Sullivan - Carl Suneson (2007) - Alessandro Tadini - Andrew Tampion - Simon Thornton - Steven Tiley - Mark Tullo | - Peter Uihlein - Daniel Vancsik - Alvaro Velasco - Floris de Vries - Johan Wahlquist - Simon Wakefield - Sam Walker - Justin Waters - Uli Weinhandl - Olly Whiteley - Oliver Wilson - Matthew Zions - Simon Wakefield - Sam Walker - Anthony Wall - Oliver Wilson - Matthew Zions (2011) Invitaties - Julien Clément - Raphaël Eyraud - Berry Henson - Mu Hu - Mingjie Huang - Nicolas Joakimides - Rikard Karlberg - Peter Karmis - Yu-xiang Liu - Dominique Nouilhac - Damien Perrier - Gary Stal - Uli Weinhandl Nationale rangorde - Michaël Lorenzo-Vera - Alexandre Kaleka - Romain Schneider - Julien Grillon Amateur - Dewi Merckx |